# Anne Smith
Anne Smith (Dallas, Texas, 1959. július 1. –) amerikai teniszezőnő. Pályafutása során tíz Grand Slam-tornán diadalmaskodott, ebből ötöt páros, ötöt vegyespáros versenyben szerzett.

## Grand Slam-győzelmek

### Páros
- Australian Open: 1981
- Roland Garros: 1980, 1982
- Wimbledon: 1980
- US Open: 1981

### Vegyes
- Roland Garros: 1980, 1984
- Wimbledon: 1982
- US Open: 1981, 1982